# القص (حرض)

تعديل مصدري - تعديل

القص هي إحدى قرى عزلة العتنة بمديرية حرض التابعة لمحافظة حجة، بلغ تعداد سكانها 1779 نسمة حسب تعداد اليمن لعام 2004.